# ことでんバス
ことでんバス株式会社は、香川県高松市に本社のあるバス事業とタクシー事業を行う会社である。

## 会社概要
高松琴平電気鉄道（ことでん）の連結子会社で、2001年12月にことでんが経営破綻した時に、琴電とともに民事再生法適用を高松地裁に申請し、現在経営再建中である。なお、裁判所に提出した民事再生計画はすでに完了している。
愛称は、以前は旧社名と同じコトデンバスだったが、民事再生法適用申請後イメージ一新を図るためにからコトデンの部分を平仮名書きにしたことでんバスに改め、2005年6月に社名もことでんバスに変更した。
2005年2月2日に中・四国地方の鉄道・バスでは初の非接触式ICカードシステムIruCa（イルカ）を導入（高松琴平電気鉄道と同時導入）した。
2006年1月10日の高松市への周辺6町（2005年9月26日に合併した塩江町を含む）の編入合併により、全路線が1停留所（大学病院は三木町）を除いて高松市内のみを走る。
高松バス（TBK、通称青バス）時代の路線網で当時の高松市外にまたがる路線は牟礼港線1路線のみ、それ以外は高松市内のみの路線であった。
高松市外にまたがる路線はほとんどが琴電本体（TKR、通称赤バス）の運行だった。コトデンバスとなった後も旧所属社で運行は完全に分けられていた。塗装も統合時点での既存車両は変更されず、車体後部の「高松琴平電鉄」「高松バス」に「コトデンバス」のステッカーを貼っただけだった。統合後の標準塗装は1988年に使用開始、現在の標準塗装は2003年に使用開始している。
2018年に同じことでんグループの兄弟会社だった徳島西部交通を合併し、貸切バス事業は香川県・徳島県の両県を営業範囲としている（旧・徳島西部交通は路線バス事業も行っていたが、ことでんバスへの合併時点で全廃済）

## 沿革
- 1950年12月20日 高松バス株式会社設立。同日より高松市内4路線の運行を開始。
- 1954年11月 高松琴平電気鉄道と運輸協定を結んで、琴電バスと高松バスの市内線の相互乗車を実施。
- 1954年12月 高松市内定期観光バス運行開始。
- 1961年3月 高松琴平電気鉄道の傍系会社となる。
- 1986年4月1日 高松琴平電気鉄道からバス部門を譲渡されるとともに、商号をコトデンバス株式会社に変更。
- 1987年6月 大阪コトデンバスを合併。
- 1988年12月21日　コトデンバス・琴平参宮電鉄・大川自動車の共同出資により四国高速バス設立
- 1992年8月 本社を高松市玉藻町から現在地へ変更（本社が入っていたビルの取り壊しの為）。
- 2001年5月13日 サンポート高松のJR高松駅前のバスターミナル供用開始。行先番号を採用。路線バスの方向幕が、白地に黒文字から、青色に白文字（一部除く）に変更。
- 2001年12月7日 高松地裁に民事再生法適用を申請。
- 2005年2月2日 非接触式ICカードシステムIruCa（イルカ）導入。
- 2005年6月 商号をことでんバス株式会社に変更。
- 2016年9月 香川県初、貸切バス事業者安全性評価認定制度で三ツ星獲得。
- 2017年3月 四国運輸局優良事業者等表彰（四国のバス事業者で初）
- 2018年8月31日 徳島西部交通株式会社を吸収合併し、徳島営業所とする。
- 2019年3月2日 片利用による交通系ICカード全国相互利用サービス開始[3]。
- 2019年4月1日 ことでんサービスよりタクシー事業（ことでんタクシー）を譲り受ける。

## 車庫所在地
バス事業
- 本社
  - 香川県高松市朝日町四丁目1番63号
- 塩江車庫
  - 香川県高松市塩江町安原上東
- 香西車庫
  - 香川県高松市香西北町
- 弓弦羽車庫
  - 香川県高松市亀水町
- 岩崎車庫
  - 香川県高松市香南町岡
- 徳島営業所
  - 徳島県美馬市脇町字拝原1623番地6（旧徳島西部交通本社）

タクシー事業
- タクシー事業部
  - 香川県高松市朝日町5丁目554番地14

## 路線

### 高松空港リムジンバス
（のりば：高松駅3番）

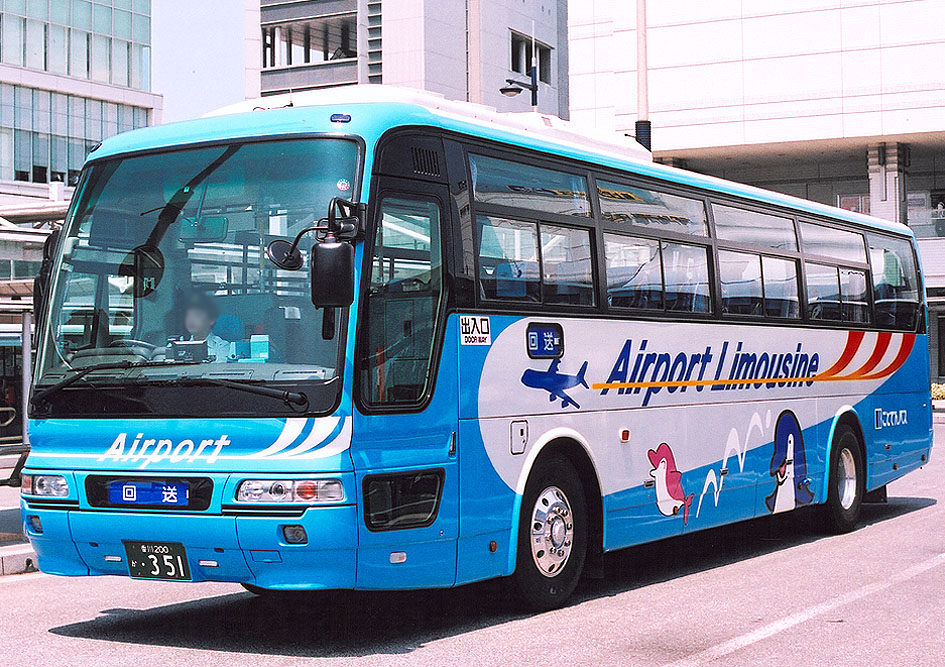
高松空港リムジンバス

停留所など各種案内には「高松空港連絡特急バス」と標記されることもある。
一方、車両には「Airport Limousine」のロゴとともに、主にことちゃん・ことみちゃんがラッピングされたバスが運用されているほか、企業による全面広告のバスも使われる。
- JRホテルクレメント高松・高松駅・高松築港駅 - 兵庫町 - 県庁通り 中央公園前 - （瓦町） - 中新町 - 栗林公園前 - ゆめタウン高松前 - 香川大学附属中学校前 - 空港通り一宮 - 高松空港
  - 路線図：Google マップ（空港行き瓦町経由便）、Google マップ（空港行き瓦町経由便及び高松駅行き）
  - 高松空港行きはJRホテルクレメント高松→高松駅→高松築港駅の順に、高松駅行きは高松築港駅→JRホテルクレメント高松→高松駅の順にそれぞれ停車。
  - 2006年1月10日より香川大学附属中学校前・空港通り一宮の両停留所を新設。
  - 2008年6月1日より下り便8便と上り便全便が瓦町駅（瓦町）に停車。
  - 2011年度より一部の便の起点がホテルパールガーデン前まで延伸された。
  - 2017年10月29日をもってホテルパールガーデン～JRホテルクレメント高松間が廃止された。
  - 空港行きは途中停留所では乗車のみ、高松駅行きは途中停留所では下車のみ可能である。
  - 乗車券は、高松駅バスターミナル、ゆめタウン高松バスターミナル(いずれも四国高速バスに販売委託)、高松築港案内所、高松空港到着口の自動券売機で購入できるが、現金(降車時払い)、IruCaでの乗車も可能。
  - 航空ダイヤにあわせ、毎月時刻が変更されるので、利用の際には最新の時刻表を同社ホームページなどで確認したほうがよい。
  - 航空機の到着が遅延した場合、原則としてバスも延発措置がとられる。
  - 関西空港行きリムジンバスは同社関連会社の四国高速バスほか4社の共同運行。途中ゆめタウン高松まで高松空港行きと同経路を走行するため、同一停留所での乗車扱いとなるゆめタウン高松前などでは誤乗に注意を要する。
  - リムジンバス以外に、高松空港へのアクセスとしては、高松駅発瓦町・ことでん円座駅前・由佐経由高松空港行き一般路線バス(後述の41系統参照)、さぬきこどもの国シャトルバス(土・日・祝のみ)(後述参照)などがある。

#### 通勤特急バス（空港通り線）
空港リムジンバスの回送を兼ねて、いずれも平日のみ朝の高松駅行および夕方から夜間のウイングポート（マルヨシセンターを核とした香川町商業協同組合の商業施設）行がともに3本、瓦町を経由しないルートで運行されるが、途中の停留所は乗降とも可能。ウイングポート停留所にはパーク&ライドの駐車場があり、1ヶ月につきウイングポートのお買い物券3000円分を購入することで同駐車場を利用することができる。
当該バスは高松駅 - 高松空港間運行していたが、空港リムジンバス値上げの際にウイングポート - 高松空港間は2021年12月1日廃止。

### 一般
瓦町ののりば表記は下り便のもの。上り便はすべて5番。

#### 東方面
- 朝日町線（のりば：高松駅2番）
  - 経路図：Google マップ
  - JR高松駅 - 県民ホール前 - 県立中央病院 - 卸センター - 朝日町（朝日町行：7、県立中央病院行：9、JR高松駅行：8）
  - 新県立中央病院の開院に伴い、2014年3月3日ルート変更。変更前は朝日町 - 卸センター間は全便土休日運休。元日全便全区間運休。平日も本数が少なかったが、変更後は全便卸センターを経由する。朝日町の車庫への入出庫路線という意味合いもあるため、行先番号はなかったが、ルート変更に伴い設定された。2015年10月1日から土曜日、日曜日、祝日及び12月29日から1月3日の間は、全ての便がJR高松駅 - 県立中央病院間の運行に変更している。
  - JR高松駅発着路線で唯一、高松築港を通らない路線でもある。かわりに水城通り上に「高松港」バス停が設置されている。
  - 「高松調剤薬局」バス停は高松駅行きのみ停車。
- 庵治線（のりば：高松駅7番・瓦町1番）
  - 経路図：Google マップ
  - JR高松駅 - 高松築港 - 寿町 - 県庁通り中央公園前 - 瓦町 - 馬場先 - 八栗 - ことでん八栗駅前 - 庵治支所（2007年10月1日庵治町役場前から改称） - 庵治農協前 - 庵治温泉（庵治行：73、JR高松駅行：74）
- 大学病院線（のりば：高松駅7番・瓦町1番）
  - 経路図：Google マップ
  - JR高松駅 - 高松築港 - 寿町 - 県庁通り中央公園前 - 瓦町 - 馬場先 - 高松医療センター - 大学病院（香川大学医学部附属病院） - ことでん高田駅（ことでん高田駅行：75、JR高松駅行：74）
以前はJR高松駅 - 国立療養所（高松医療センター）で運行していたが、2001年に、JR高松駅 - 医大病院（大学病院）（医大病院行：77、JR高松駅行：74）系統を統合し延伸。さらに2002年に高田駅 - 医大病院系統とも統合され現在に至る。
  - 大学病院停留所はことでんバスの一般路線で唯一、高松市外（三木町）にある停留所である。
- 浦生線（のりば：高松駅7番・瓦町1番）
  - 経路図：Google マップ
  - JR高松駅 - 高松築港 - 寿町 - 県庁通り中央公園前 - 瓦町 - セシール前 - 新川 - 潟元 - 浜北 - 健康ランド前 - 浦生（浦生行：79、JR高松駅行：74）
  - 2020年6月10日廃止。
- サンメッセ・川島線、西植田線（のりば：高松駅8番・瓦町2番）
  - 経路図：Google マップ（61・62サンメッセ香川経由便）、Google マップ（63・62西植田線）、Google マップ（65・64レインボー通り経由便）、Google マップ（67・66中央インター・林新道経由便）
  - JR高松駅 - 高松築港 - 寿町 - 県庁通り中央公園前 - 瓦町 - 札場 - 林町[5] - サンメッセ香川 - 川島 - フジグラン十川（フジグラン十川行：61、JR高松駅行：62）
  - JR高松駅 - 高松築港 - 寿町 - 県庁通り中央公園前 - 瓦町 - 札場 - 林町[5] - サンメッセ香川 - 川島 - 西植田（西植田行：63、JR高松駅行：62）
  - JR高松駅 - 高松築港 - 寿町 - 県庁通り中央公園前 - 瓦町 - レインボーロード - 香川県済生会病院・高松桜井高校前 - 県立図書館・文書館前 - サンメッセ香川 - 川島 - フジグラン十川（フジグラン十川行：65、JR高松駅行：64）
  - JR高松駅 - 高松築港 - 寿町 - 県庁通り中央公園前 - 瓦町 - 国際ホテル前 - ことでん林道駅 - 林町[5] - 林新道 - 川島 - フジグラン十川（フジグラン十川行：67、JR高松駅行：66）
かつては今で言うNo.67/66がルートだったが、現在はNo.61・63/62がメインルートである。なお平日下り5便・上り3便、土休日3往復のみ運行されるNo.67/66は、2012年4月1日以降、札場経由から、ことでん林道駅経由に変更された。このルートは1989年に空港移転で廃止された旧高松空港線の事実上の復活（サンメッセ香川付近に旧空港のターミナルがあった）である。また、高速バス「高松中央インター南」バス停には、No.67/66が通る同名のバス停のほか、No.61・63/62が通る「さこ」バス停も近い。ただし、2006年7月1日以降同停留所は関連会社の四国高速バス（同社と共同運行する各社も）の便は停車せず、そこからさらに東へ行った「高松中央インターバスターミナル」に停車する。
- 屋島大橋線（のりば：瓦町6番・高松駅7番（出発便）／9番（到着便：瓦町行））
  - 経路図：Google マップ
  - 瓦町 - 五番町 - 寿町 - 高松築港 - JR高松駅 - 高松築港 - 寿町 - 三越前 - 片原町駅前 - 松福町2丁目[5] - 市立体育館前 - 高松市歯科救急医療センター・イオン高松東店前 - せとうち観光専門職短大[5] - 浜北 - 健康ランド前（健康ランド前行：5、瓦町行：6）
- 県立中央病院線（のりば：瓦町駅東口）
  - 瓦町駅東口 - ことでん今橋駅 - 高松けいりん場 - 県立中央病院（県立中央病院行：9、瓦町駅東口行：10）
全便土休日運休。定期乗車券の取扱いはない。
  - 2015年10月1日から「まちなかループバス」に統合されたため、2015年9月30日の運行をもって路線廃止。

#### 南方面
- 鹿角線（のりば：高松駅5番（出発便）／9番（到着便：県民ホール行）・瓦町4番）
  - 経路図：Google マップ（33・32香川中央高校行）、Google マップ（旧35・32日生ニュータウン線）
  - 県民ホール前 - JR高松駅 - 高松築港 - 寿町 - 商工中金前 - 瓦町 - 中新町 - 栗林公園前 - 室北口 - ゆめタウン高松 - 横田 - 鹿角 - 大野 - 香川中央高校（香川中央高校行：33、県民ホール前行：32）
  - 瓦町 - 花園町 - ことでん伏石駅 - 横田 - 鹿角 - 大野 - 香川中央高校（香川中央高校行：35、瓦町行：34）
  - 急行*附属中学校（香川大学教育学部附属高松中学校）（多くの生徒が利用するため、一般人の乗車は可能だが避けられている。）（行先番号なし、時刻は授業のため変動である。）（高松駅 - 高松築港 - 兵庫町 - 五番町 - 瓦町 - 中新町 - 中野町 - 栗林公園前 - 室北口 - 附属高松中学校＝空港リムジンバスの停留所とは異なる）

9番をイオン高松線に明け渡すため、2007年4月1日に高松駅のりばを変更。
この系統は以前から他系統と異なり県民ホール前が始発終着となっている。これはかつて国道フェリー前から発着していたことの名残である。また、以前は鹿角折り返し便（鹿角行：31、県民ホール前行：32）もあった。
- 塩江線（のりば：高松駅5番・瓦町4番）
  - 経路図：Google マップ
  - JR高松駅 - 高松築港 - 寿町 - 商工中金前 - 瓦町 - 中新町 - 栗林公園前 - 太田 - 仏生山 - 市立みんなの病院 -  浅野 - 川東 - 香川農協前 - 岩崎 - 関 - 中村 - 塩江（岩崎行：51、塩江行：53、JR高松駅行：52）

かつては徳島西部交通（穴吹線：JR高松駅 - 瓦町天満屋 - 栗林公園前 - 川東 - 塩江 - 脇町道の駅 - 穴吹駅、1日2往復運行、行先番号56、JR高松駅行：55）と共同運行されていたが、徳島西部交通は2012年4月1日より運行休止（これにより、徳島県内でIC乗車券が利用可能な鉄道・バス路線が無くなった）。
2018年9月1日より高松市立みんなの病院開院、ことでん琴平線仏生山駅交通広場開設に伴い仏生山地区の経路変更。(中三名 - 仏生山 - 神宮寺 → 中三名 - 仏生山 - 仏生山駅西口 - 市立みんなの病院 - 日生ニュータウンの停車順)
- 由佐線（のりば：高松駅5番・瓦町3番）
  - 経路図：Google マップ（41・44由佐 高松空港便）、Google マップ（43・44由佐 岩崎線）、Google マップ（45・44池西線）、Google マップ（香南楽湯 原口便）
  - JR高松駅 - 高松築港 - 寿町 - 商工中金前 - 瓦町 - 中新町 - 栗林公園前 - 室北口 - 小山 - 香東中学前 - ことでん円座駅前 - 上川部 - 由佐 - 大溝 - 香南支所（2007年10月1日香川町シャトルバス路線変更により当バス停留所利用するため香南町役場前から改称） - 香南楽湯 - 高松空港（高松空港行：41、JR高松駅行：44）
  - JR高松駅 - 高松築港 - 寿町 - 商工中金前 - 瓦町 - 中新町 - 栗林公園前 - 室北口 - 小山 - 香東中学前 - ことでん円座駅前 - 上川部 - 由佐 - 原口 - 岩崎（岩崎行：43、JR高松駅行：44）
  - JR高松駅 - 高松築港 - 寿町 - 商工中金前 - 瓦町 - 中新町 - 栗林公園前 - 室北口 - 小山 - 香東中学前 - ことでん円座駅前 - 上川部 - 池西 - 香南楽湯（香南楽湯行：45、JR高松駅行：44）※2015年9月30日の運行を以って系統廃止。
  - 池西 - 香南楽湯 - 香南町役場前 - 大溝 - 原口（行先番号無し。1日1往復のみ）
現在のルートになったのは2003年。それまでは、高松空港発着便は岩崎の1つ手前の「綾田前」から高松空港に向かっていた。かつて由佐経由の池西発着系統があったが、現在のルートが香南楽湯までこれと同じルートであることから、同系統の事実上の復活といえる。
平日朝1本のみ、前述の急行附属中学校便の回送を兼ねた香東中学前始発便がある。

このグループの路線が主に通る「南瓦町」停は上り便にのみ存在する。かつてはここから乗車できたが、現在は降車専用となっている。
- 御厩線（のりば：高松駅5番・瓦町3番）
  - 経路図：Google マップ（47県立総合プール行）、Google マップ（48JR高松駅行）
  - JR高松駅 - 高松築港 - 寿町 - 商工中金前 - 瓦町 - 中新町 - 栗林公園前 - 室北口 - 小山 - 香川高専前 - 御厩 - 県立総合プール（県立総合プール行：47、JR高松駅：48）
以前はJR高松駅が起点だったが、のちに県民ホール前起点となり、さらに2012年9月21日より上り便のみ終点が県立ミュージアムに延伸された。2015年10月1日からはJR高松駅を起終点に変更。
平日朝1本のみ、西田中始発便（香川高専前は通らない）があったが2020年6月10日に廃止された。

#### 西方面
- 下笠居線（のりば：高松駅2番・瓦町3番）
  - 路線図：Google マップ（11・12昭和町経由便）、Google マップ（13・14県庁前経由便）、Google マップ（23・24県立体育館前便）
  - JR高松駅 - 高松築港 - 寿町 - 五番町 - 市役所西 - 昭和町・市図書館前 - 郷東橋 - 香西東町 - 香西北町 - 下笠居支所前 - 小坂・総合運動公園前 - 弓弦羽（弓弦羽行：11、JR高松駅行：12）
  - JR高松駅 - 高松築港 - 寿町 - 五番町 - 市役所西 - 県庁・日赤前 - 八本松 - 宮脇町 - 亀阜小学校前 - 紫雲中学前 - 教育会館ミューズホール前 - 郷東橋 - 香西東町 - 香西北町 - 下笠居支所前 - 小坂・総合運動公園前 - 弓弦羽（弓弦羽行：13、JR高松駅行：14）
  - 高松市歯科救急医療センター・イオン高松東店 - 松福町2丁目[5] - 松島町 - 瓦町 - 中新町 - 八本松 - 宮脇町 - 亀阜小学校前 - 紫雲中学前 - 教育会館ミューズホール前 - 郷東橋 - 香西東町 - 香西北町 - 下笠居支所前 - 小坂・総合運動公園前 - 弓弦羽（弓弦羽行：23、歯科救急医療センター・イオン高松東店行：24）
  - 琴参バスが2016年10月1日の路線改定で王越線終着を大崎に変更[6]するまでは、弓弦羽（ゆずりは）で王越線に乗り継ぐことが可能だった。
- 香西線（のりば：高松駅2番・瓦町3番）
  - 路線図：Google マップ
  - JR高松駅 - 高松築港 - 寿町 - 五番町 - 県庁北通り - 県庁・日赤前 - 八本松 - 宮脇町 - 亀阜小学校前 - 紫雲中学前 - 教育会館ミューズホール前 - 郷東橋 - 香西東町 - 香西北町 - 香西車庫前（香西車庫前行：15、JR高松駅行：14）
    - かつては、瓦町天満屋前 - 県庁通り中央公園前 - 県庁北通り - 昭和町・市図書館前 - 郷東橋 - 香西東町 - 香西北町 - 香西車庫前（香西車庫前行：25、瓦町天満屋前行：26）系統も存在したが、前述の下笠居線昭和町系統に統合される形で消滅。
    - 中央病院の移転に伴い、「中央病院前」は「亀阜小学校前」に改名された。

  - 平日1日1本のみ、八本松止便がある。八本松降車場は他路線の同名停留所と異なる（後述のショッピング・レインボー循環バスが使用）。（下りのみ、17）
- 高松西高線（のりば：瓦町3番）

  - 瓦町 - 中新町 - 八本松 - 栗林公園前 - 大手前高松中学高校 - キナシ大林病院 - 鬼無駅前 - 高松西高（高松西高行：21、瓦町天満屋前行：22）
    - 2019年4月1日に大幅なルート変更が行われ、香川県道33号高松善通寺線（旧11号線）経由から国道11号・高松市道木太鬼無線経由になった。同時に全便日曜・祝日運休となった。
- 運転免許センター線（のりば：瓦町6番、高松駅1番（出発便）／9番（到着便：瓦町行））
  - 路線図：Google マップ
  - 瓦町 - 県庁通り中央公園前 - 寿町 - 高松築港 - JR高松駅 - 大的場前 - 中央卸売市場前 - 運転免許センター前（運転免許センター前行：3、JR高松駅行：4）
運転免許センターが休業している土曜・日曜・祝日・年末年始は全便運休。
  - 2015年7月1日からイオン高松線に統合されたため、2015年6月30日の運行をもって路線廃止。
- イオン高松線（のりば：瓦町3番、高松駅9番）
  - 路線図：Google マップ
  - 瓦町 - 南新町 - 五番町 - 高松築港 - JR高松駅 - 浜ノ町 - 瀬戸内町 - 中央卸売市場前 - 新北町口 - 警察学校前 - イオンモール高松（行先番号なし）
    - 2007年4月19日の先行開業時（正式開業は4月26日）にJR高松駅 - イオン高松ショッピングセンター間運行開始。同年7月12日に途中の停留所を新設。2008年9月1日に瓦町駅まで延長。
    - 2007年12月8日から運行開始の、ことでん瓦町駅 - 田町 - 八本松 - 宮脇町 - 瀬戸内海放送前 - 郷東橋 - 香西東町 - イオン高松ショッピングセンター（行先番号なし）は2008年8月31日をもって運行中止。この路線は正規の路線バスではなかった（SCがチャーターする形で運行していた）ため、ことでんバスの公式サイトには掲載されていなかった。また、車両も貸切用を使用していた。

- イオン高松SC行は途中のバス停では乗車のみ。瓦町駅行は途中のバス停では降車のみ。
- 2007年8月12日からはイオン高松SCからJR高松駅（2007年12月8日からはことでん瓦町駅も）まで無料で乗車できるようになった。また、2014年4月25日からは往復無料で乗車できるようになった。
- 2015年7月1日からは運転免許センター線を統合し、一部経路を変更、途中のバス停を増やし相互乗降も可能になった。かつてはイオンモール高松バス停で乗降の場合は、運賃は無料だったが、2019年4月1日以降はイオンモール高松内相互利用を除いて100円の運賃が必要となった。

#### こどもの国シャトルバス
- 高松空港 - さぬきこどもの国

土・日・祝日と学校の夏休み期間中運行。
2016年5月1日（運行最終日）限りで廃止。

#### 屋島山上行シャトルバス（屋島山上線）
- JR屋島駅 - 琴電屋島駅 - 四国村(屋島山上行きのみ) - 屋島山上

2006年12月23日より土・日・祝日と学休期間運行。1時間に1本、瓦町駅からの電車に接続する形で運転。
2007年4月1日より毎日運行、JR屋島駅に乗入れる。
定期乗車券の取扱はない。

#### 循環バス他
いずれも定期乗車券の取扱いはない。
- レインボー循環バス（のりば：高松駅4番・瓦町天満屋3番（東回り）6番（西回り））
  - JR高松駅 - 高松築港 - 片原町 - 瓦町 - JR栗林駅 - 西松屋前 - レインボーロード伏石 - ことでん伏石駅 - ゆめタウン高松前 - 栗林公園前 - 中新町 - 八本松 - 県庁・日赤前  - 市役所前 - 五番町 - 高松築港 - JR高松駅（循環）（行先番号無し。原則として専用塗装車両限定運用）

- 停留所ポールのデザインは本路線専用となっている。本路線以外の路線が停車する停留所にも、通常デザインのポールとは別に設置されている。
- 当初は高松市からの受託によるコミュニティバスであったが、路線黒字化のめどがついたことから、2006年に補助を受けない自主運行に移行した。
- 路線開設時の路線名称は「ショッピング・レインボー循環バス」であったが、ことでん伏石駅への乗り入れを開始した2021年11月7日から現在の路線名称となった。

- 伏石駅サンメッセ線
  - ことでん伏石駅 - 松ノ元 - 香川県警機動隊前 - パワーシティレインボー店前 - 香川県済生会病院・高松桜井高校前 - 桜木神社前 - 香川大学工学部前 - 県立図書館・文書館前 - サンメッセ西（ことでん伏石駅行のみ） - サンメッセ香川 - サンメッセ東

- 高松市の社会実験「バス&レールライド」として2011年10月より、ことでん琴平線太田駅発着の「太田駅サンメッセ線」として半年間の期限で受託運行を開始。その結果、利用者が増加傾向にあったことや利用者の要望等から、2012年4月以降はことでんバスが自主運行で継続することになった（ただし補助は継続のもよう）。
- ことでん伏石駅バスターミナルの使用を開始した2021年11月7日から、太田駅 - 香川県機動隊前を廃止して伏石駅への乗り入れを開始。路線名も現在の路線名となった。

- 仏生山川島線
  - 高松市立みんなの病院 - 仏生山駅西口 - 三谷出張所 - 山田支所

- 高松市立みんなの病院が開院した2018年9月3日に運行開始。全便土休日運休。

### コミュニティバス
市民病院ループバス、まちなかループバスを除き、定期乗車券の取扱いはない。
香川町シャトルバス
- ことでん仏生山駅 - 上浅野 - 坂下 - 台目 - 香川支所 - 長神・キョーエイ空港店 - 大溝 - 香南支所 - 香南楽湯 - 池西（行先番号無し）
  - 日曜日・祝日・12月31日は全便運休。
  - 旧赤坂線（高松築港 - 太田 - 法然寺 - 赤坂 - 川内原）の一部復活。
  - ことでん仏生山駅 - 香川支所 - 長神・キョーエイ空港店 - ことでん空港通り駅のうち、長神・キョーエイ空港店 - ホームセンターナカイ前 - JA大野支店前 - 空港通り寺井 - ことでん空港通り駅は2007年9月30日をもって休止。
  - 元々は、仏生山駅を起点に旧香川郡香川町内（現在の高松市香川町内）を運行するコミュニティバスであったが、2007年10月1日に実施された路線変更以降は、高松市香南町内（旧香川郡香南町）にある池西を終点とするコミュニティバスとなった。
  - 現在は、高松市が他社に委託。

市民病院ループバス（のりば：高松駅1番・瓦町4番（東回り）6番（西回り））
- JR高松駅 - 高松築港 - 片原町 - 瓦町 - 県庁・日赤前 - 亀阜小学校 - 市民病院 - 宮脇町 - 香川大学法学部・経済学部前 - 香川大学教育学部前 - 昭和町・市図書館前 - 中央卸売市場前 - 新北町 - 中央卸売市場前 - 大的場 - JR高松駅（循環）（東回り：1、西回り：2。原則としてノンステップバス限定運用）

2010年4月1日に大学通りを経由するルートに変更された。本路線のルート上にあった高松市立日新小学校が高松市立新番丁小学校（校地は旧二番丁小）に統合されたのに伴い、旧日新小児童の通学の便を図るためである。
2015年10月1日から「まちなかループバス」に統合されたため、2015年9月30日の運行をもって路線廃止。高松市からの受託だった。
まちなかループバス（のりば：高松駅1番）
- JR高松駅 - 高松築港 - 片原町駅前 - 県立中央病院 - 瓦町駅東口 - 丸亀町参番街 - 高松商工会議所前 - 県庁・日赤前 - 亀阜小学校 - 峰山 - 宮脇町 - 香川大学法学部・経済学部前 - 香川大学教育学部前 - 昭和町・市図書館前 - 中央卸売市場前 - 新北町 - 中央卸売市場前 - 大的場 - JR高松駅（循環）（東回り：1、西回り：2。）

2015年10月1日に「県立中央病院線」「市民病院ループバス」「MACHI-BUS」を統合して運行開始した。高松市からの受託（高松市コミュニティバス参照）。

#### 受託運行路線
受託運行路線のうち綾川町営バスではIruCaは使用できない。
MACHI-BUS（まちバス、高松市丸亀町商店街からの受託運行。のりば：高松駅1番）
- 高松駅→三越前→片原町→丸亀町参番街→五番町→丸亀町グリーン→ライオン通り→片原町→県立ミュージアム→高松駅
  - 2015年10月1日から「まちなかループバス」に統合されたため、2015年9月30日の運行をもって路線廃止。

日赤シャトルバス（高松赤十字病院からの受託運行。のりば：高松駅11番、瓦町6番）
高松駅 - 高松赤十字病院 - 瓦町
運賃無料。当初は2014年のみだったが、2015年以降も継続運行されている。
綾川町営バス
綾川町営バスのうち旧綾上町域を走る路線（西分線、枌所線）を綾歌郡綾川町から受託運行されていたが、現在は町内タクシー会社2社が町から受託。

### かつて乗り入れていた市町
高徳特急バスは除く。乗り入れ中止時点の市町名で記す。
- 津田町、大川町、志度町、寒川町、長尾町（現さぬき市）
- 引田町、白鳥町、大内町（現東かがわ市）
- 三木町
- みきちょう
- 国分寺町 （現高松市）
- 綾上町、綾南町（現綾川町）
- 綾歌町（現丸亀市）
- 満濃町（現まんのう町）
- 琴平町
- 坂出市
- 徳島県脇町、穴吹町（現美馬市）

綾歌町・満濃町・琴平町は琴平線のみの乗り入れだった。この琴平線は琴平街道（現在の香川県道266号勅使室新線・香川県道282号高松琴平線）を延々と走る路線で、岡本駅以南は鉄道線と完全に並行していた。

### 発券のみを行う路線
自社での高速バスの運行は行っておらず、四国高速バスが運行している路線、及び同社が予約を引き受けている他社路線の発券のみを行っている。四国高速バスの項を参照のこと。

## 行政による補助

### 生活路線の維持
- 国土交通省が行っている「地方バス生活路線維持費補助金」制度に該当する路線は、同制度の適用を受けている。しかしながら、この制度は原則として2つ以上の市町村を結ぶ路線への補助であることから、旧高松市で完結する路線には適用されなかった。
なお、合併後の新高松市のみで完結することになった路線も、経過措置として、当面は補助が適用される。
- このため、香川県では、独自に一定の条件に合致する路線に対して、沿線市町に対して補助をし、それに沿線市町の補助を加算して欠損補助を行っている。

### 公共交通利用円滑化補助
IruCa関連機器、合成音声式放送装置、ノンステップバスの導入には、国土交通省の公共交通利用円滑化補助制度の適用を受け、国・県・市・町が一定の比率でその費用を補助している。しかし、民事再生法の適用を受けていた時期に実施されたIruCaシステムの導入、合成音声式放送装置の更新において、同社ではの事業者負担費用をまかないきれないため、香川県と周辺市町の話し合いにより、特別補助が実施された。

## 映画などへの出演
- 映画「世界の中心で、愛をさけぶ」の旧庵治町(現高松市)ロケで同社バス車両が登場している。登場したのは、同社路線バスの主力車両である三菱ふそうのエアロミディMK。撮影にあたり、方向幕やバス停留所標識は、実在の庵治線とは異なるものを使い、車両側面のKOTODEN BUSのロゴも消されているため、一見してはわからない。同社では、一時期、JR高松駅の庵治線のりば(7番)に「世界の中心で、愛をさけぶ　ロケ地ゆきバスのりば」の看板を掲出したり、庵治線に運用されるバスに同映画のロケ地マップを掲出していた。また、ロケに使用したバス車両が、2005年のことでん仏生山工場まつりにて展示された。

## 民事再生法適用申請に対する周辺市町の対応
- 高松琴平電気鉄道同様、同法適用申請直後、経営姿勢が周辺市町や利用者から強く非難され、公費補助の投入に対しては積極的な自治体と否定的な自治体に対応が分かれた。
- 補助に批判的だった自治体の1つとして、高松琴平電気鉄道への補助拠出にも最後まで反対した当時の牟礼町があげられる。庵治町へ直通する庵治線のみが牟礼町、庵治町を走行するバス路線であるが、JR高徳線も通る牟礼町に対し、庵治町は公共交通機関がこのバス路線のみで、当初から町が補助しても運行を維持してほしいとの姿勢を打ち出していた。
- 高松琴平電気鉄道の支援議論で周辺市町の補助に対する話合いがまとまらない中、鉄道が走っていない市町を結ぶ路線が多く、市町民の生活やまちづくりに深刻な影響を受ける路線が多かったため、補助に対して電車よりも一足早い合意がえられ、当時のコトデンバスの経営努力を条件に2005年度（平成17年度）末までと時限を定めて特別補助が行われた。
- 補助は、主に後述の移動円滑化補助の事業者負担部分を県と市町が負担する形で行われた。
- 結果として、近年、バスの利用者減少に若干の歯止めがかかりつつある。
- マイカー普及率の増加、少子高齢化などの課題を抱え、今後の利用者確保は同社・香川県・高松市共通の課題となっている。
- 香川県では毎月20日をノーマイカーデーと定め、広報誌やラジオCMなどで、主にマイカー利用者に公共交通の利用を訴えている。

### 民事再生法適用申請後の経営努力
高松琴平電気鉄道同様、イルカボックスで利用者からの意見・苦情を常時受け付けている。返答は高松築港駅前・瓦町駅のバス案内所に掲出されている。以下、主要な経営努力を掲載する。
- 増便
  - 最終便の繰り下げ
- 人件費の抑制
  - 嘱託乗務員の採用
- わかりやすい路線図の作成
  - 高松駅バスターミナル乗入開始時に時刻表つきの路線図を新聞折込広告として配布したこともある。
- ホームページによる時刻・運行状況の公開(携帯版HPも作成)
- 運転士、本社社員の接客態度向上
  - 乗務員教育の強化
  - マイクを使った案内、挨拶を徹底するよう教育

## 車両
- 一般路線用
  - 主力車種は日野・レインボーHRノンステップ(9m)・レインボーIIノンステップ・3代目レインボー(9m、同社のノンステップ車の主力)
  - 三菱ふそうの中型バスエアロミディMK(2ステップ・リアドア仕様)。
  - エアロミディMKワンステップ(現在は除籍)・ノンステップ
  - 元名古屋市交通局（現在は除籍）と元神奈川中央交通の大型10.5m車、元大阪市交通局の大型10.3m車(現在は除籍)。輸送力の必要な、急行付属中学校ゆき、ラッシュ時の塩江線、休日のイオン高松線などに運用される。
  - 2010年頃までは朝ラッシュ時、一部路線に、元貸切→元空港リムジン車のエアロバスも運用に入ることがあった。
- 小型車
  - 香川町シャトルバス・バス&レールライド用　日野・リエッセ他。
- 空港リムジン用
  - 三菱ふそう・エアロバス。日野・セレガR　日野セレガハイデッカー
- 貸切車
  - 三菱ふそう・エアロクィーン　スーパーハイデッカー　同社貸切車のフラッグシップ。
  - 三菱ふそう・エアロバス、エアロエース　ハイデッカー　同社貸切車の主力。
  - 他に日野・セレガ、セレガR、2代目セレガも保有。
一部車両には自社主催のバスツアー「ハートツアー」のシンボルマークが入っていた。現在はことちゃん・ことみちゃんの顔が付いている。

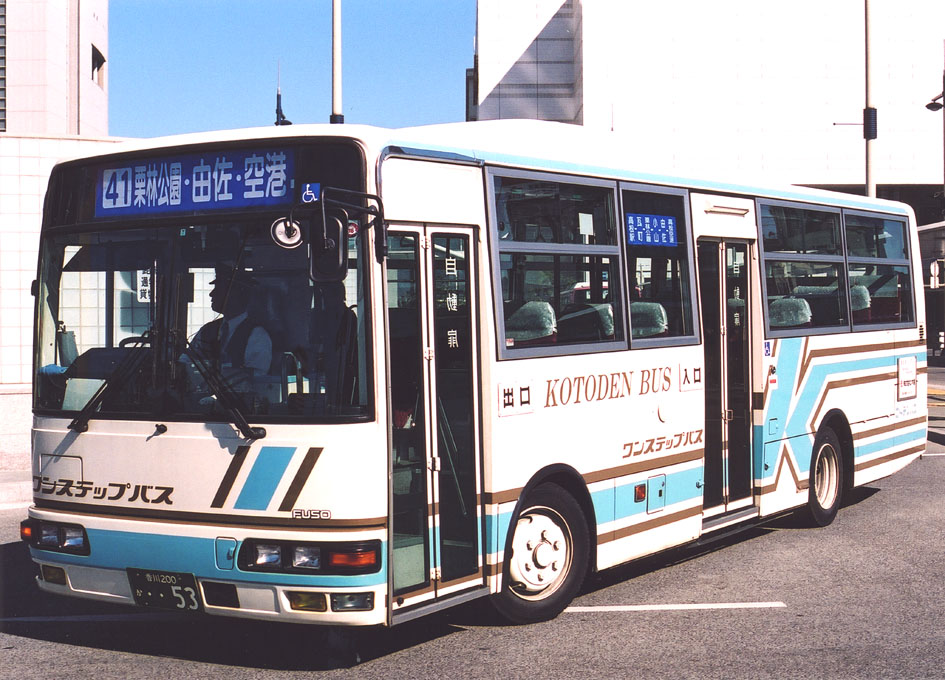
統合後（1988年から2002年の間）採用された塗装の一般路線車
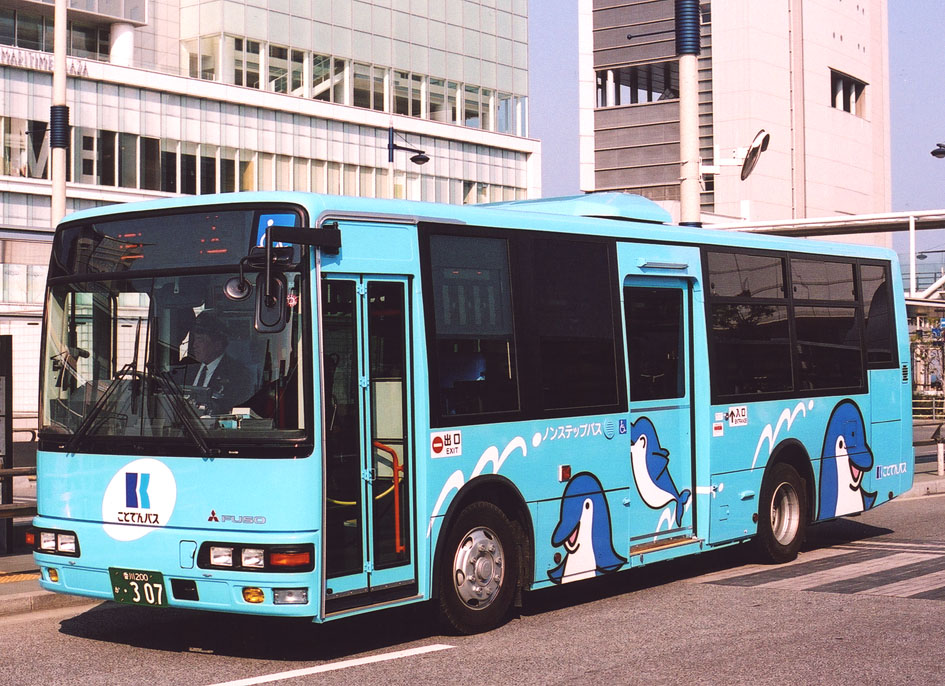
現行（2003年以降）新塗装の一般路線車
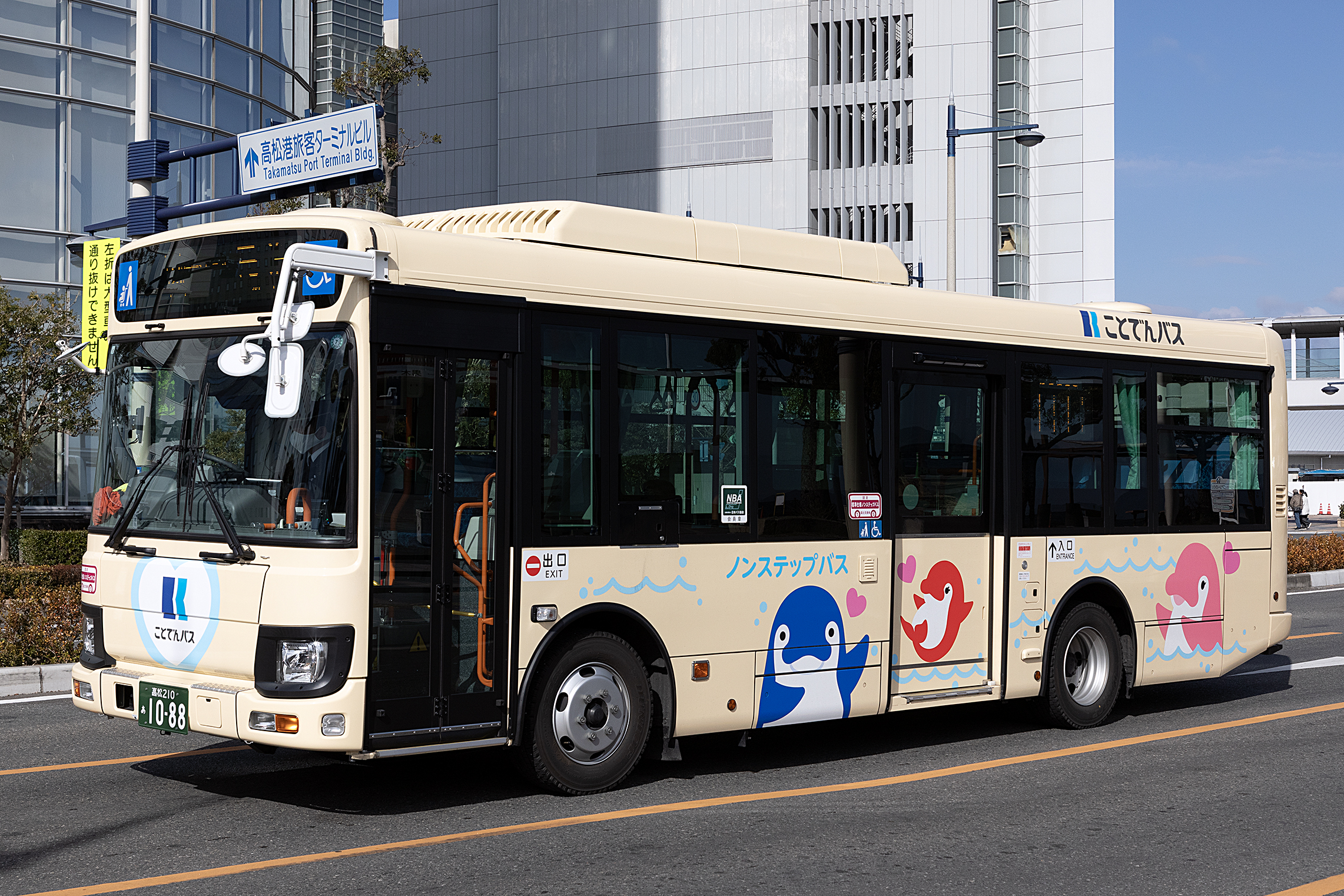
2024年導入の限定カラーの一般路線車
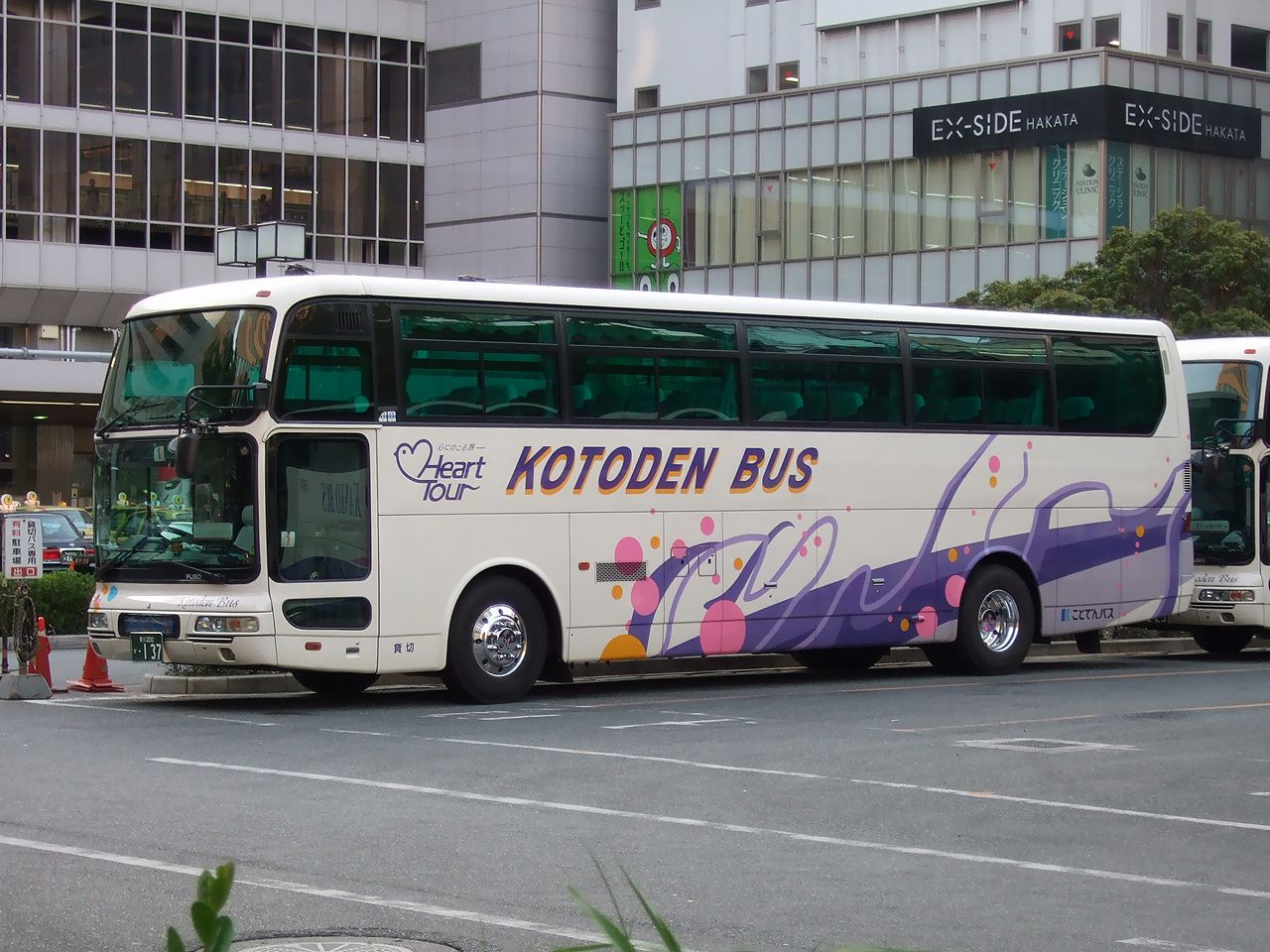
現行（2003年以降）新塗装の貸切車（ハートツアーマーク入り）
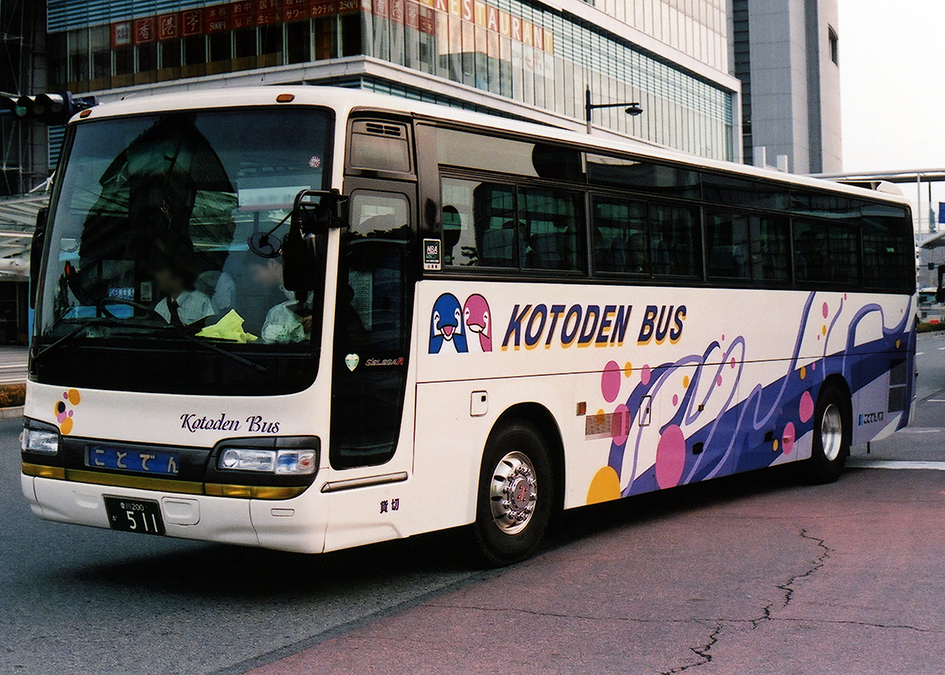
現行（2003年以降）新塗装の貸切車（ことちゃん・ことみちゃんの顔入り）
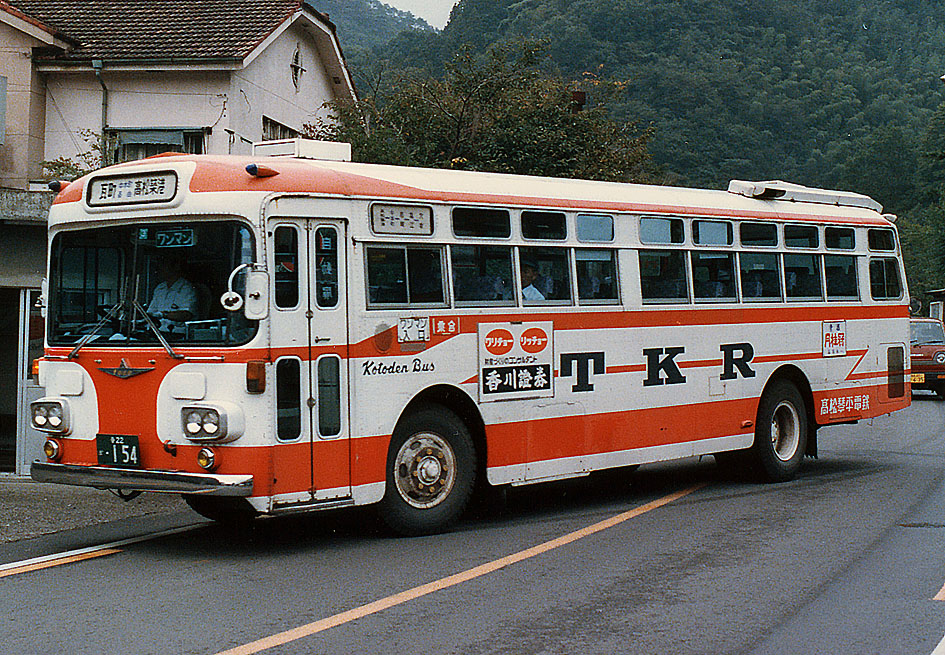
統合前の琴電バス塗装の車両
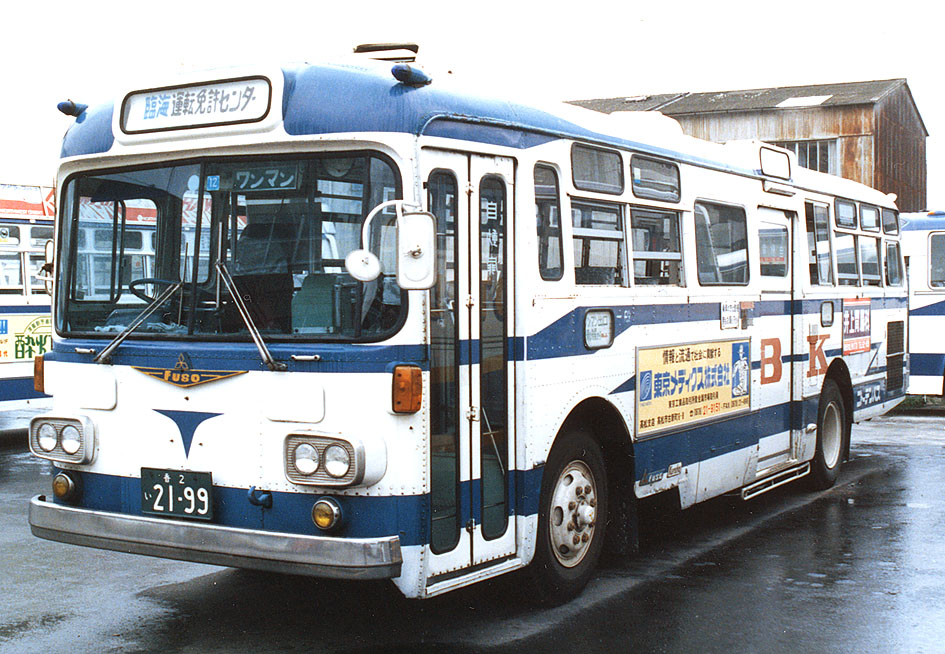
統合前の高松バス塗装の車両
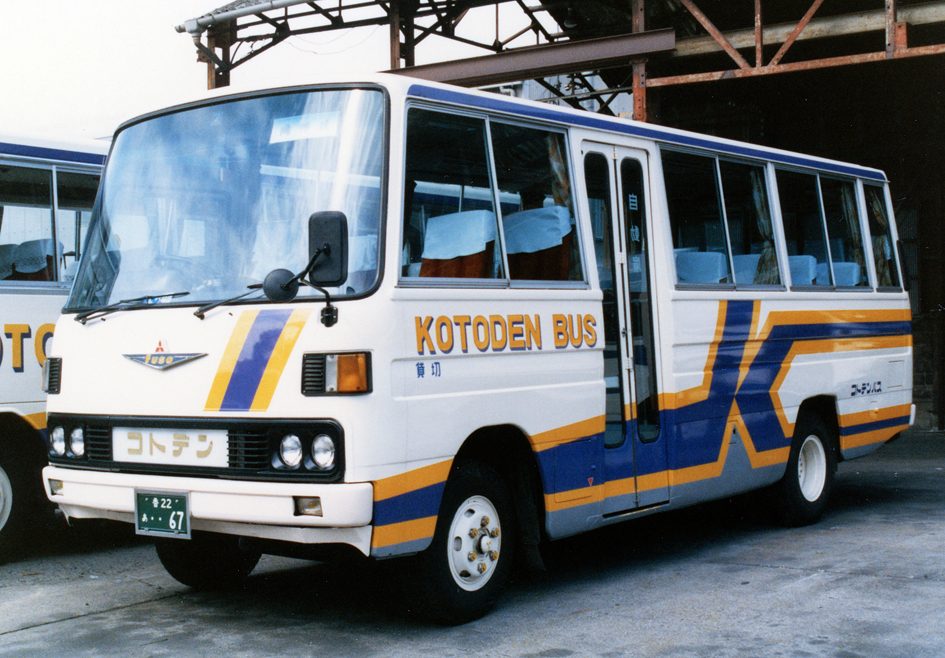
統合後（1988年から2002年の間）採用された塗装の貸切車両
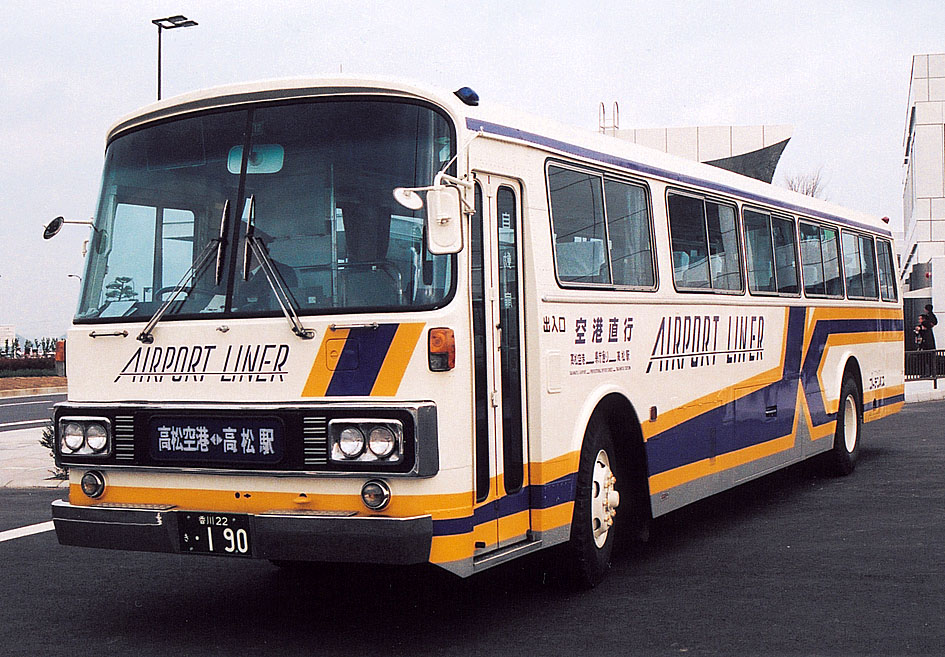
統合後（1989年から2002年の間）採用された塗装のエアポートリムジン車両

## 備考
- 路線バスのワンマン運転関連機器
  - 運賃箱　レシップ
同社初のノンステップバス導入時に、従来の小田原機器製の運賃箱に代わって導入されたが、IruCa導入にあわせて全社的にレシップ社製に更新された。IruCaへのチャージ時に、紙幣を収納する機能が付加されている。普段は両替モードであるが、運転士にチャージ希望金額を申し出ると、機器操作により、両替用紙幣挿入口から千円札紙幣を受け入れる。運転士の操作で指定した金額分の紙幣の挿入が確認されると、IruCaにチャージされる。
  - IruCa用ICカードリーダ　レシップ
  - 自動放送装置　4トラックはナショナル、音声合成式はネプチューン。
合成音声式放送装置は、同社初のノンステップバス(日野製)に導入されたのを皮切りに、以降の新車には導入時から設備、またIruCa導入前に路線バスのほとんどで4トラック式から更新された。前後方向幕(LED式は側面も)、整理券発行機、運賃表示機と連動制御されている。なお、特別補助の対象にならなかった空港直通特急バスや、更新終了後に運行を開始した香川町コミュニティバス、MACHI-BUSなどは、4トラックによる放送となっている。
  - 運賃表示機　レシップ
MACHI-BUSは100円均一のため、かわりにレシップ製の次停留所名表示機(1行+時計)が導入された。
  - 降車ボタンは、「とまります」ランプなしの緑ボタンが使われていた。バス前方に「つぎ・とまります」の表示機がある。(一部除く)合成音声式放送装置搭載車は、ボタンが押されると「つぎ、とまります」＋αの放送が流れる。新車はバス車両の標準規格ボタンを採用。また、名古屋市交通局からの譲渡車両では名古屋市バス仕様の装置がそのまま使われている(押しボタンにはCBCニュースワイド(※現在は終了)の広告が今もある)。

## 余談
- 香川県と岡山県の両県をサービスエリアとするフジテレビ系の民放テレビ局、OHK岡山放送が、2012年に、同局のキャラクターOH!くんの誕生10周年記念として、OH!くんバスデザイン原画コンテストを実施し、大賞に選ばれた原画を元に「OH!UDONバス」をデザインし、香川県が讃岐うどんが名物であることから、同県のことでんバスにて運行。香川県内にて同年8月29日より運行を開始している。[11]

## 関連会社
- 高松琴平電気鉄道
- 徳島西部交通
- 四国高速バス